# Magyarország a 2002-es úszó-Európa-bajnokságon
Magyarország a Berlinben megrendezett 2002-es úszó-Európa-bajnokság egyik részt vevő nemzete volt.

## Érmesek
| Érem  | Versenyző                  | Versenyszám | Versenyszám         |
| ----- | -------------------------- | ----------- | ------------------- |
| Ezüst | Flaskay Mihály             | úszás       | Férfi 50 m mell     |
| Ezüst | Batházi István             | úszás       | Férfi 400 m vegyes  |
| Ezüst | Risztov Éva                | úszás       | Női 400 m gyors     |
| Ezüst | Risztov Éva                | úszás       | Női 800 m gyors     |
| Ezüst | Risztov Éva                | úszás       | Női 200 m pillangó  |
| Ezüst | Risztov Éva                | úszás       | Női 400 m vegyes    |
| Ezüst | Lengyel Imre               | műugrás     | Férfi 10 m torony   |
| Ezüst | Lengyel Imre Hajnal András | műugrás     | Férfi 10 m szinkron |
| Bronz | Güttler Károly             | úszás       | Férfi 50 m mell     |

## Úszás
Férfi
| Versenyző                                              | Versenyszám      | Előfutam | Előfutam | Előfutam | Elődöntő   | Elődöntő   | Elődöntő   | Döntő   | Döntő    |
| Versenyző                                              | Versenyszám      | Idő      | Hely.    | Össz.    | Idő        | Hely.      | Össz.      | Idő     | Helyezés |
| ------------------------------------------------------ | ---------------- | -------- | -------- | -------- | ---------- | ---------- | ---------- | ------- | -------- |
| Gáspár Zsolt                                           | 50 m gyors       | 23,03    | 1.       | 14.      | 23,12      | 8.         | 16.        | kiesett | kiesett  |
| Gáspár Zsolt                                           | 100 m gyors      | 50,74    | 1.       | 19.      | kiesett    | kiesett    | kiesett    | kiesett | kiesett  |
| Gáspár Zsolt                                           | 50 m pillangó    | 24,28    | 3.       | 7.       | 24,12      | 2.         | 5.         | 24,29   | 8.       |
| Gáspár Zsolt                                           | 100 m pillangó   | 53,68    | 3.       | 6.       | 53,55      | 5.         | 9.         | kiesett | kiesett  |
| Zubor Attila                                           | 50 m gyors       | 23,10    | 6.       | 16.      | 22,93      | 6.         | 11.        | kiesett | kiesett  |
| Zubor Attila                                           | 100 m gyors      | 49,97    | 3.       | 5.       | 49,56      | 3.         | 5.         | 49,79   | 6.       |
| Zubor Attila                                           | 200 m gyors      | 1:52,07  | 5.       | 16.      | nem indult | nem indult | nem indult | kiesett | kiesett  |
| Cseh László                                            | 200 m gyors      | 1:52,75  | 1.       | 18.      | kiesett    | kiesett    | kiesett    | kiesett | kiesett  |
| Cseh László                                            | 400 m gyors      | 4:03,45  | 2.       | 21.      |            |            |            | kiesett | kiesett  |
| Cseh László                                            | 400 m vegyes     | 4:24,58  | 4.       | 11.      |            |            |            | kiesett | kiesett  |
| Kiss Boldizsár                                         | 400 m gyors      | 3:58,62  | 1.       | 17.      |            |            |            | kiesett | kiesett  |
| Kiss Boldizsár                                         | 200 m pillangó   | 2:01,91  | 5.       | 15.      | 2:00,65    | 7.         | 12.        | kiesett | kiesett  |
| Rudolf Roland                                          | 200 m hát        | 2:04,25  | 6.       | 21.      | kiesett    | kiesett    | kiesett    | kiesett | kiesett  |
| Rudolf Roland                                          | 50 m hát         | 26,93    | 3.       | 25.      | kiesett    | kiesett    | kiesett    | kiesett | kiesett  |
| Horváth Péter                                          | 50 m hát         | 25,93    | 3.       | 5.       | 25,86      | 4.         | 6.         | 26,14   | 7.       |
| Horváth Péter                                          | 100 m hát        | 55,54    | 2.       | 4.       | 54,95      | 2.         | 2.         | 55,18   | 5.       |
| Bodrogi Viktor                                         | 100 m hát        | 56,36    | 5.       | 14.      | 55,65      | 4.         | 9.         | kiesett | kiesett  |
| Bodrogi Viktor                                         | 200 m hát        | 2:01,27  | 5.       | 10.      | 2:01,87    | 7.         | 14.        | kiesett | kiesett  |
| Flaskay Mihály                                         | 50 m mell        | 28,35    | 3.       | 4.       | 28,14      | 2.         | 5.         | 27,51   |          |
| Flaskay Mihály                                         | 100 m mell       | 1:01,97  | 2.       | 7.       | 1:01,92    | 4.         | 6.         | 1:01,69 | 6.       |
| Güttler Károly                                         | 50 m mell        | 28,53    | 3.       | 7.       | 28,32      | 4.         | 7.         | 27,85   |          |
| Güttler Károly                                         | 100 m mell       | 1:01,89  | 2.       | 5.       | 1:01,39    | 3.         | 5.         | 1:01,58 | 5.       |
| Bodor Richárd                                          | 200 m mell       | 2:18,66  | 6.       | 14.      | 2:14,84    | 3.         | 7.         | 2:14,65 | 6.       |
| Kolozár Dávid                                          | 200 m pillangó   | 1:59,73  | 2.       | 4.       | 1:59,08    | 2.         | 5.         | 1:58,33 | 5.       |
| Kerékjártó Tamás                                       | 200 m vegyes     | 2:01,39  | 1.       | 1.       | 2:00,38    | 1.         | 1.         | 2:00,53 | 4.       |
| Batházi István                                         | 200 m vegyes     | 2:02,26  | 3.       | 5.       | 2:01,39    | 2.         | 5.         | 2:00,92 | 5.       |
| Batházi István                                         | 400 m vegyes     | 4:21,09  | 2.       | 2.       |            |            |            | 4:17,33 |          |
| Horváth Péter Güttler Károly Gáspár Zsolt Zubor Attila | 4 × 100 m vegyes | 3:38,53  | 1.       | 1.       |            |            |            | 3:37,22 | 5.       |

Női
| Versenyző                                            | Versenyszám      | Előfutam   | Előfutam   | Előfutam   | Elődöntő | Elődöntő | Elődöntő | Döntő   | Döntő    |
| Versenyző                                            | Versenyszám      | Idő        | Hely.      | Össz.      | Idő      | Hely.    | Össz.    | Idő     | Helyezés |
| ---------------------------------------------------- | ---------------- | ---------- | ---------- | ---------- | -------- | -------- | -------- | ------- | -------- |
| Risztov Éva                                          | 400 m gyors      | 4:11,57    | 1.         | 11.        |          |          |          | 4:07,24 |          |
| Risztov Éva                                          | 800 m gyors      | 8:29,92    | 1.         | 1.         |          |          |          | 8:28,06 |          |
| Risztov Éva                                          | 200 m pillangó   | 2:10,58    | 1.         | 1.         | 2:10,13  | 1.       | 1.       | 2:08,24 |          |
| Risztov Éva                                          | 400 m vegyes     | 4:39,76    | 1.         | 1.         |          |          |          | 4:36,17 |          |
| Nagy Réka                                            | 400 m gyors      | 4:18,57    | 5.         | 17.        |          |          |          | kiesett | kiesett  |
| Nagy Réka                                            | 800 m gyors      | 8:42,94    | 4.         | 12.        |          |          |          | kiesett | kiesett  |
| Szepesi Nikolett                                     | 50 m hát         | 29,78      | 4.         | 8.         | 29,56    | 4.       | 9.       | kiesett | kiesett  |
| Szepesi Nikolett                                     | 100 m hát        | 1:03,57    | 3.         | 10.        | 1:03,23  | 5.       | 10.      | kiesett | kiesett  |
| Szepesi Nikolett                                     | 200 m hát        | 2:17,75    | 4.         | 13.        | 2:16,69  | 7.       | 12.      | kiesett | kiesett  |
| Kovács Ágnes                                         | 50 m mell        | nem indult | nem indult | nem indult | kiesett  | kiesett  | kiesett  | kiesett | kiesett  |
| Kovács Ágnes                                         | 100 m mell       | 1:09,63    | 2.         | 2.         | 1:09,32  | 1.       | 2.       | 1:09,63 | 4.       |
| Kovács Ágnes                                         | 200 m mell       | 2:30,99    | 1.         | 3.         | 2:28,00  | 2.       | 2.       | 2:28,16 | 4.       |
| Reményi Diána                                        | 200 m mell       | 2:31,77    | 2.         | 5.         | 2:29,81  | 4.       | 5.       | 2:28,92 | 5.       |
| Reményi Diána                                        | 200 m vegyes     | 2:18,13    | 4.         | 8.         | 2:15,95  | 4.       | 6.       | 2:16,10 | 7.       |
| Reményi Diána                                        | 400 m vegyes     | 4:50,01    | 4.         | 8.         |          |          |          | 4:46,63 | 5.       |
| Taray Kata                                           | 50 m pillangó    | 28,93      | 4.         | 27.        | kiesett  | kiesett  | kiesett  | kiesett | kiesett  |
| Taray Kata                                           | 100 m pillangó   | 1:02,21    | 6.         | 20.        | kiesett  | kiesett  | kiesett  | kiesett | kiesett  |
| Papp Renáta                                          | 50 m pillangó    | 29,02      | 5.         | 29.        | kiesett  | kiesett  | kiesett  | kiesett | kiesett  |
| Papp Renáta                                          | 100 m pillangó   | 1:01,87    | 7.         | 19.        | kiesett  | kiesett  | kiesett  | kiesett | kiesett  |
| Szepesi Nikolett Kovács Ágnes Taray Kata Papp Renáta | 4 × 100 m vegyes | 4:12,79    | 5.         | 9.         |          |          |          | kiesett | kiesett  |

## Nyílt vízi úszás
Férfi
| Versenyző        | Versenyszám | Idő       | Helyezés |
| ---------------- | ----------- | --------- | -------- |
| Nagy-Pál Levente | 10 km       | 1:58:05,5 | 10.      |

Női
| Versenyző     | Versenyszám | Idő           | Helyezés      |
| ------------- | ----------- | ------------- | ------------- |
| Barsi Claudia | 5 km        | 1:01:54,4     | 13.           |
| Barsi Claudia | 10 km       | 2:06:32,3     | 9.            |
| Hegedűs Diána | 10 km       | nem ért célba | nem ért célba |

## Műugrás
Férfi
| Versenyző                  | Versenyszám   | Selejtező | Selejtező | Döntő   | Döntő    |
| Versenyző                  | Versenyszám   | Pont      | Hely.     | Pont    | Helyezés |
| -------------------------- | ------------- | --------- | --------- | ------- | -------- |
| Lengyel Imre               | 1 m műugrás   | 334,95    | 9.        | kiesett | kiesett  |
| Lengyel Imre               | 3 m műugrás   | 356,97    | 13.       | kiesett | kiesett  |
| Lengyel Imre               | 10 m torony   | 424,35    | 2.        | 426,27  |          |
| Hajnal András              | 10 m torony   | 383,34    | 3.        | 395,22  | 5.       |
| Lengyel Imre Hajnal András | 10 m szinkron |           |           | 315,06  |          |

Női
| Versenyző  | Versenyszám | Selejtező | Selejtező | Döntő   | Döntő    |
| Versenyző  | Versenyszám | Pont      | Hely.     | Pont    | Helyezés |
| ---------- | ----------- | --------- | --------- | ------- | -------- |
| Barta Nóra | 1 m műugrás | 231,78    | 9.        | kiesett | kiesett  |
| Barta Nóra | 3 m műugrás | 305,28    | 3.        | 249,93  | 10.      |

## Szinkronúszás
| Versenyző | Versenyszám | Technikai | Technikai | Szabad | Szabad | Selejtező | Selejtező | Döntő   | Döntő   |
| Versenyző | Versenyszám | Pont      | Hely      | Pont   | Hely   | Pont      | Hely      | Pont    | Hely    |
| --- | ----------- | --------- | --------- | ------ | ------ | --------- | --------- | ------- | ------- |
| Marschalkó Petra | Egyéni      | 82,400    | 16.       | 82,800 | 16.    | 82,600    | 16.       | kiesett | kiesett |
| Almási Eszter Ökrös Anna | Páros       | 80,900    | 17.       | 80,300 | 17.    | 80,600    | 17.       | kiesett | kiesett |
| Almási Eszter Aranyossy Zsófia Grósz Sylvia Szedlák Krisztina Kárpáti Bernadett Marschalkó Petra Ökrös Anna Simon Bernadett Szabó Alexandra Harsányi Dóra | Csapat      | 80,600    | 12.       | 81,100 | 12.    | 80,850    | 12.       | 82,000  | 12.     |